# Charlie Conord
Charlie Conord –também escrito como Charly Conord– (Ambilly, 28 de julho de 1990) é um desportista francês que compete no ciclismo na modalidade de pista. Ganhou uma medalha de bronze no Campeonato Europeu de Ciclismo em Pista de 2016, na prova de keirin.

## Medalheiro internacional
| Campeonato Europeu | Campeonato Europeu      | Campeonato Europeu | Campeonato Europeu |
| Ano                | Lugar                   | Medalha            | Competição         |
| ------------------ | ----------------------- | ------------------ | ------------------ |
| 2016               | Saint-Quentin ( França) | Medalha de bronze  | Keirin             |